# Клён завитой
Клён завитой (лат. Acer circinatum) — вид деревьев из рода Клён семейства Сапиндовые.

## Ареал и экология
Естественно произрастает на западе Северной Америки, доходя на севере до южной Канады (Британская Колумбия), а на юге до северной Калифорнии. Область распространения клёна завитого ограничена влажной западной стороной Каскадных гор, лишь изредка заходя в долины засушливой восточной стороны. На севере ареала этот клён не поднимается в горы выше 1000 м над уровнем моря, на юге его можно встретить вплоть до высоты 1600 м.
Растёт в глубине леса, на опушках, а также на пожарищах, как дерево-пионер. Предпочитает глубокие хорошо дренированные, но влажные вследствие частых осадков почвы. В естественном ареале сосуществует с доминирующими хвойными деревьями: псевдотсуга (Pseudotsuga menziesii), Тсуга западная (Tsuga heterophylla), Туя складчатая (Thuja plicata), Кипарисовик Лавсона (Chamaecyparis lawsoniana), Ель ситхинская (Picea sitchensis) и Пихта миловидная (Abies amabilis). На восточной стороне Каскадных гор встречается вместе с  Сосной жёлтой (Pinus ponderosa). Другие кустарники, которые растут в одном ярусе леса с клёном завитым, это Ольха зелёная (Alnus viridis ssp. sinuata), Бузина красная (Sambucus racemosa), Holodiscus discolor, Corylus cornuta, Mahonia nervosa, Gaultheria shallon, Rhododendron macrophyllum, Rubus ursinus и Rosa gymnocarpa. На уровне травы растут Линнея северная (Linnaea borealis), Vaccinium ovalifolium, Vaccinium membranaceum, Tiarella trifoliata, Polistichum munitum, Xerophyllum tenax, виды Hydrophyllum, Actaea rubra и Whipplea modesta.
Лоси (Alces alces) и чернохвостые олени (Odocoileus hemionus) поедают листву клёна завитого, лоси зимой также объедают его кору и ветви. Семена, почки и цветы поедают многие птицы и мелкие млекопитающие, такие как белки и бурундуки.

## Описание

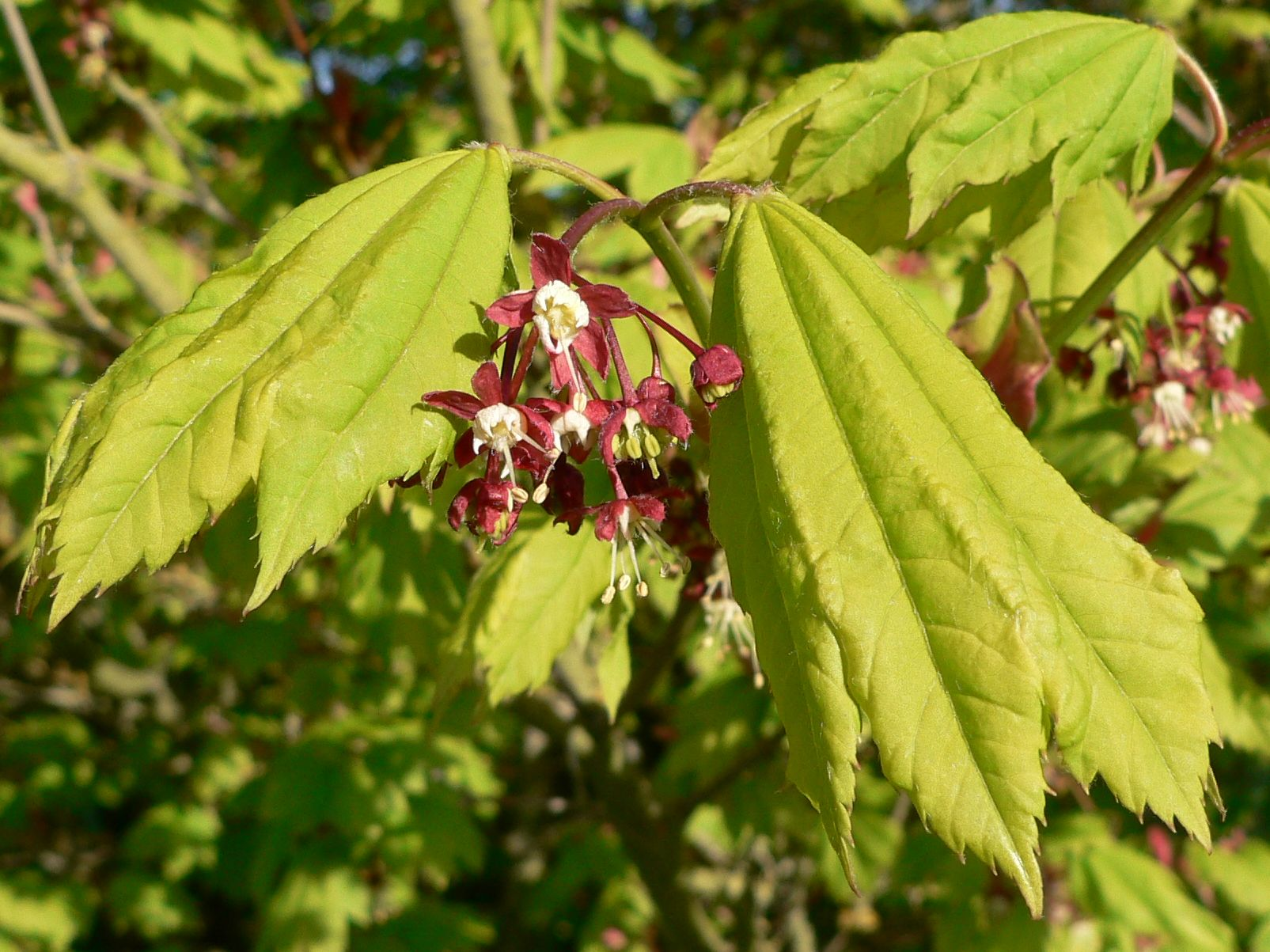
Распускающиеся листья и соцветие

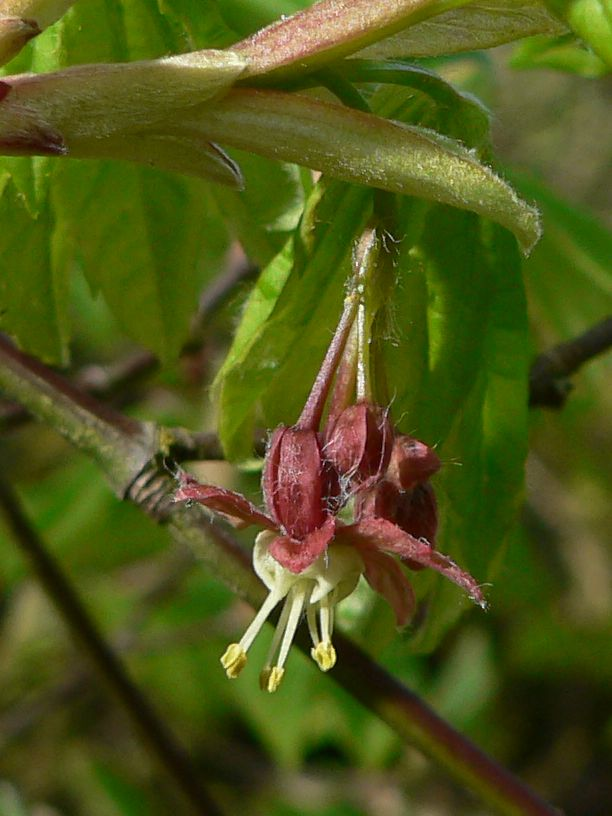
Отдельный цветок

Это листопадное растение растёт обычно в виде многоствольного кустарника, достигая иногда высоты 8 м, а порой и как маленькое дерево до 12 м высотой. Из-за способности к вегетативному размножению этот клён часто образует густые заросли: если ветка касается почвы, она часто пускает корни, образуя новое растение. Также образуется корневая поросль. Семенами этот клён размножается довольно редко. На открытых солнечных местах он растёт прямо, в тени других деревьев наклоняется до земли. Тонкие ветви имеют гладкую кору светло-зеленоватого до красноватого цвета, часто покрытую беловатым налётом и слегка липкую. Позже кора становится коричневой.
Противостоящие листья имеют черешки от 2,5 до 3,5 см длиной. Листовая пластина простая, пальчатая, число лопастей от 7 до 9, шириной от 3 до 12 см и слегка сердцевидные у основания. Края листьев неравномерно двупильчатые. Нижняя сторона листьев опушена по всей плоскости, а на светло-зелёной верхней стороне находятся только волоски (трихомы) вдоль жилок. Осенняя окраска листьев на солнечных местах от золотисто-жёлтой до яркой карминово-красной.
Цветёт в апреле-мае. На концах веток стоят в голом соцветии от 6 до 10, изредка до 20 цветов. Чашелистики пурпурного или красного цвета. Белые лепестки шириной от 0,6 до 1,2 см меньше чашелистиков.

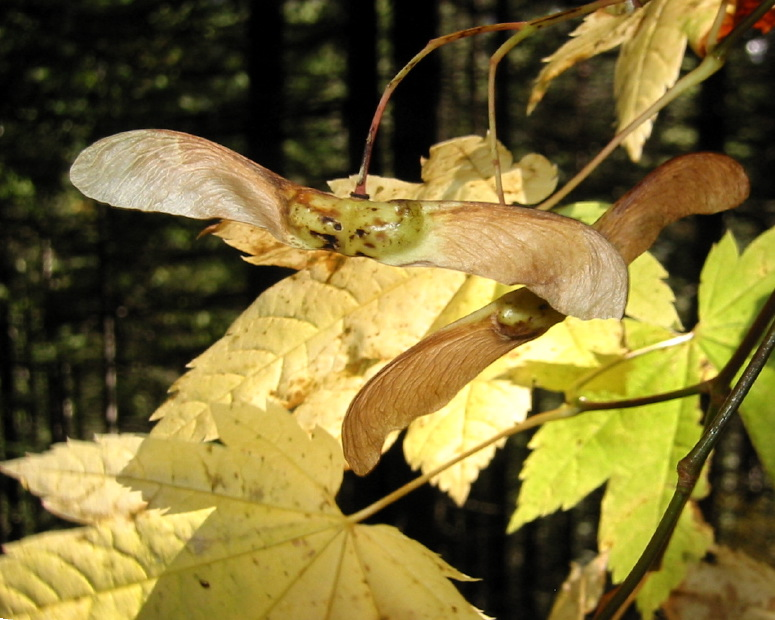
Плоды клёна завитого

Созревающие осенью плоды имеют вид парных крылаток. Крылышки соединены между собой под углом около 180°. Крылышко вместе с орешком имеет длину около 2 см. Зелёные поначалу плоды становятся осенью красновато-коричневыми и распространяются ветром. Семена прорастают весной.

## Использование
Клён завитой порой используется в качестве декоративного растения. Изредка выращивается в ботанических садах, в частности в Санкт-Петербурге, в парке Ботанического сада Петра Великого БИН РАН.
Было выведено несколько его сортов:
- 'Little Gem' - карликовая форма, слаборастущий, листья не больше 2-3 см.
- 'Monroe' - резные листья, лопасти разрезаны до черешка и имеют форму перьев.
- 'Pacific Fire' - с ярко-красными ветками и желтеющими осенью листьями.

В местах произрастания древесина этого клёна иногда используется как топливо или для изготовления ручек и черенков инструментов. Индейцы применяют длинные тонкие ветки для плетения корзин, снегоступов и мереж.

## Систематика
Клён завитой был научно описан в 1814 году Фредериком Пуршем.

### Таксономия
Вид Клён завитой входит в род Клён (Acer) семейства Сапиндовые (Sapindaceae). Внутри рода Клён он относится к секции Palmata и серии Palmata. Это единственный вид этой секции в Америке; родственные виды, такие как Клён японский или Клён ложнозибольдов произрастают в Восточной Азии.

|  |                                      |  |                                                  |                                                  |                      |  | еще 8 семейств в порядке Сапиндоцветные (APG IV, 2016) | еще 8 семейств в порядке Сапиндоцветные (APG IV, 2016) |                                                     |  |  |  | еще 163 вида в роде Клен (APG IV, 2016) |
|  |                                      |  |                                                  |                                                  |                      |  | еще 8 семейств в порядке Сапиндоцветные (APG IV, 2016) | еще 8 семейств в порядке Сапиндоцветные (APG IV, 2016) |                                                     |  |  |  | еще 163 вида в роде Клен (APG IV, 2016) |
|  |                                      |  |                                                  | порядок Сапиндоцветные                           |                      |  |                                                        |                                                        | род Клён                                            |  |  |  |                                         |
|  |                                      |  |                                                  | порядок Сапиндоцветные                           |                      |  |                                                        |                                                        | род Клён                                            |  |  |  |                                         |
|  | отдел Цветковые, или Покрытосеменные |  |                                                  |                                                  | семейство Сапиндовые |  |                                                        |                                                        | вид Клён завитой                                    |  |  |  |                                         |
|  | отдел Цветковые, или Покрытосеменные |  |                                                  |                                                  | семейство Сапиндовые |  |                                                        |                                                        |                                                     |  |  |  |                                         |
|  |                                      |  | ещё 63 порядка цветковых растений (APG IV, 2016) | ещё 63 порядка цветковых растений (APG IV, 2016) |                      |  |                                                        | еще 140 родов в семействе Сапиндовые (APG IV, 2016)    | еще 140 родов в семействе Сапиндовые (APG IV, 2016) |  |  |  |                                         |
|  |                                      |  |                                                  | ещё 63 порядка цветковых растений (APG IV, 2016) |                      |  |                                                        |                                                        | еще 140 родов в семействе Сапиндовые (APG IV, 2016) |  |  |  |                                         |